# Беридзе, Автандил
Автандил Беридзе (груз. ავთანდილ ბერიძე; 11 января 1955, Батуми — 12 ноября 2020) — грузинский политик. Председатель Верховного Совета Автономной Республики Аджарии с 28 октября 2012 года по 28 ноября 2016 года.

## Биография
Родился 11 января 1955 года в Батуми.
Был членом Республиканской партии Грузии. В 2011 году, вместе с Мурманом Думбадзе, исключённым из Республиканской партии из-за оппозиции турецко-грузинскому проекту по реконструкции османской мечети в Батуми, стал соучредителем общественного движения «Служить Грузии». Затем Думбадзе и Беридзе присоединились к партии Грузинская мечта — Демократическая Грузия. После победы Грузинской мечты на региональных выборах в Аджарии партия выдвинула Беридзе кандидатом на пост Председателя Верховного Совета Аджарии; других кандидатов выдвинуто не было. 28 октября 2012 года Беридзе был избран Председателем Верховного Совета. Ушёл в отставку в 2016 году, после новых парламентских выборов, передав свой пост Давиду Габаидзе.